# استان گرانادا
گِرانادا (غرناطه) استانی در جنوب اسپانیا در شرق بخش خودمختار اندلس اسپانیا است.

## جغرافیا
این استان هم‌مرز با دریای مدیترانه است و ۱۶۸ دهستان دارد.
بلندترین کوه شبه جزیره ایبریا، کوه ملا حسن، به ارتفاع ۳۴۷۹ متر در این استان است.
این کوه به نام مولی ابو الحسن یکی از آخرین شاهان مسلمان گرانادا که بر اساس افسانه‌ها در قله کوه دفن شده است، نامگذاری شده‌است.

## تاریخ
گرانادا همان غرناطه در تاریخ اسلامی است و آخرین سنگر مسلمانان در مقابل تهاجم قشتالی‌ها (castile) به مملکت مسلمان اندلس در قرن ۱۵ میلادی بوده‌است. در این استان آثار معماری بسیاری از دوران اسلامی بر جا مانده‌است.